# Amblyeleotris yanoi
Amblyeleotris yanoi là một loài cá biển thuộc chi Amblyeleotris trong họ Cá bống trắng. Loài cá này được mô tả lần đầu tiên vào năm 1996.

## Từ nguyên
Từ định danh yanoi được đặt theo tên của Korechika Yano, huấn luyện viên lặn và nhiếp ảnh gia, người đã thu thập mẫu định danh của loài cá này.

## Phân bố và môi trường sống
A. yanoi hiện được ghi nhận tại quần đảo Ryukyu (Nhật Bản) và đảo Đài Loan, Indonesia và đảo New Ireland (Papua New Guinea), phía đông đến quần đảo Marshall.
A. yanoi sống trên nền cát của rạn san hô ngoài khơi và đầm phá ở độ sâu đến ít nhất 35 m.

## Mô tả
Chiều dài cơ thể lớn nhất được ghi nhận ở A. yanoi là 11 cm. Đầu và thân màu trắng đục với 5 sọc nâu cam, có các vệt nâu ở khoảng trắng giữa các sọc này. Vây đuôi hình mũi giáo, màu vàng, ở giữa có màu đỏ cam với các đường sọc xanh lam óng.
Số gai vây lưng: 7; Số tia vây lưng: 12; Số gai vây hậu môn: 1; Số tia vây hậu môn: 14; Số gai vây bụng: 1; Số tia vây bụng: 5; Số tia vây ngực: 19.

## Sinh thái
A. yanoi sống cộng sinh với tôm gõ mõ Alpheus randalli.

## Thương mại
A. yanoi là một thành phần trong ngành buôn bán cá cảnh.